# Fergana (djur)
Fergana är ett släkte av fjärilar. Fergana ingår i familjen nattflyn.
Kladogram enligt Catalogue of Life:
| Fergana | \| \| Fergana oreophila \| \| \| \| \| \| Fergana pyralina \| \| \| \| |
|         | \| \| Fergana oreophila \| \| \| \| \| \| Fergana pyralina \| \| \| \| |
|         | Fergana oreophila                                                      |
|         |                                                                        |
|         | Fergana pyralina                                                       |
|         |                                                                        |